# گیرانتالاوا
گیرانتالاوا (به لاتین: Girantalawa) یک منطقهٔ مسکونی در سری‌لانکا است که در استان مرکزی (سری‌لانکا) واقع شده‌است.